# Фрейденберг, Анри
Анри Фрейденберг, также Фредамбер (фр. Henri Freydenberg либо Fredemberg, 1876, Париж — 1975, там же) — французский генерал.

## Биография
Родился в Париже в семье немецкого происхождения. Его отец, лейтенант от инфантерии, кавалер ордена Почётного легиона Жефрой Вильгельм Фрейденберг (1828—1913), уроженец Эрикура, служил в 54-м пехотном полку французской армии. Родители развелись и его мать вторично вышла замуж за генерала Луи Адольфа Гужат дит Майяра (1838—1901), также кавалера ордена Почётного легиона.
В 1896 году окончил Высшую специальную военную школу Сен-Сир. В конце 1890-х годов вступил во французскую армию. Участник Первой мировой войны.
В начале 1919 г. — в чине полковника, начальник штаба генерала д’Ансельма, командующего союзными (французскими, греческими и белыми) силами Антанты на Юге России (во французской зоне ответственности, располагавшейся в Северном Причерноморье), занимался политической работой. По свидетельствам современников, его деятельность «поразительно совпадала с работой немецких и большевистских агентов» и именно он, а не д’Ансельм, был настоящим командующим союзными войсками
Проводил политику, направленную против Добровольческой армии. В частности, запретил проводить её представителям мобилизацию, создавать отдельные воинские команды; разработал план формирования «бригад-микст», состоявших из французских офицеров и русских рядовых — план командованием Добровольческой армии был категорически отвергнут. Вступил в переговоры с властями УНР (с атаманом Змиевым) с целью передачи Одессы петлюровцам, которые не были доведены до конца, так как Киев был занят большевиками и власть Петлюры пала. Сформировал в Одессе не признанное ВСЮР «областное правительство» — Совет обороны, в который входили Андро, Рутенберг, Ильяшенко, Брайкевич и ещё несколько лиц.
Был, по различным источникам, (донесение Де Лафара в Петроград), влюблён в симпатизировавшую большевикам знаменитую русскую киноактрису Веру Холодную («красную королеву» по мнению «Азбуки» В. Шульгина), с которой неоднократно встречался. Их отдельные кабинеты в «Доме артистов» в Одессе находились рядом. Например, белая одесская газета «Вечерний час» № 61 за 12 сентября 1919 года пишет о «чарующей, обаятельной королеве экрана» Вере Холодной, «украшавшей одну из лож театра-кабаре в одесском „Доме артиста“…», «прекрасной совратительнице,… загипнотизировавшей того, в руках которого была власть и сила», в результате чего союзники спешно эвакуировались из Одессы.

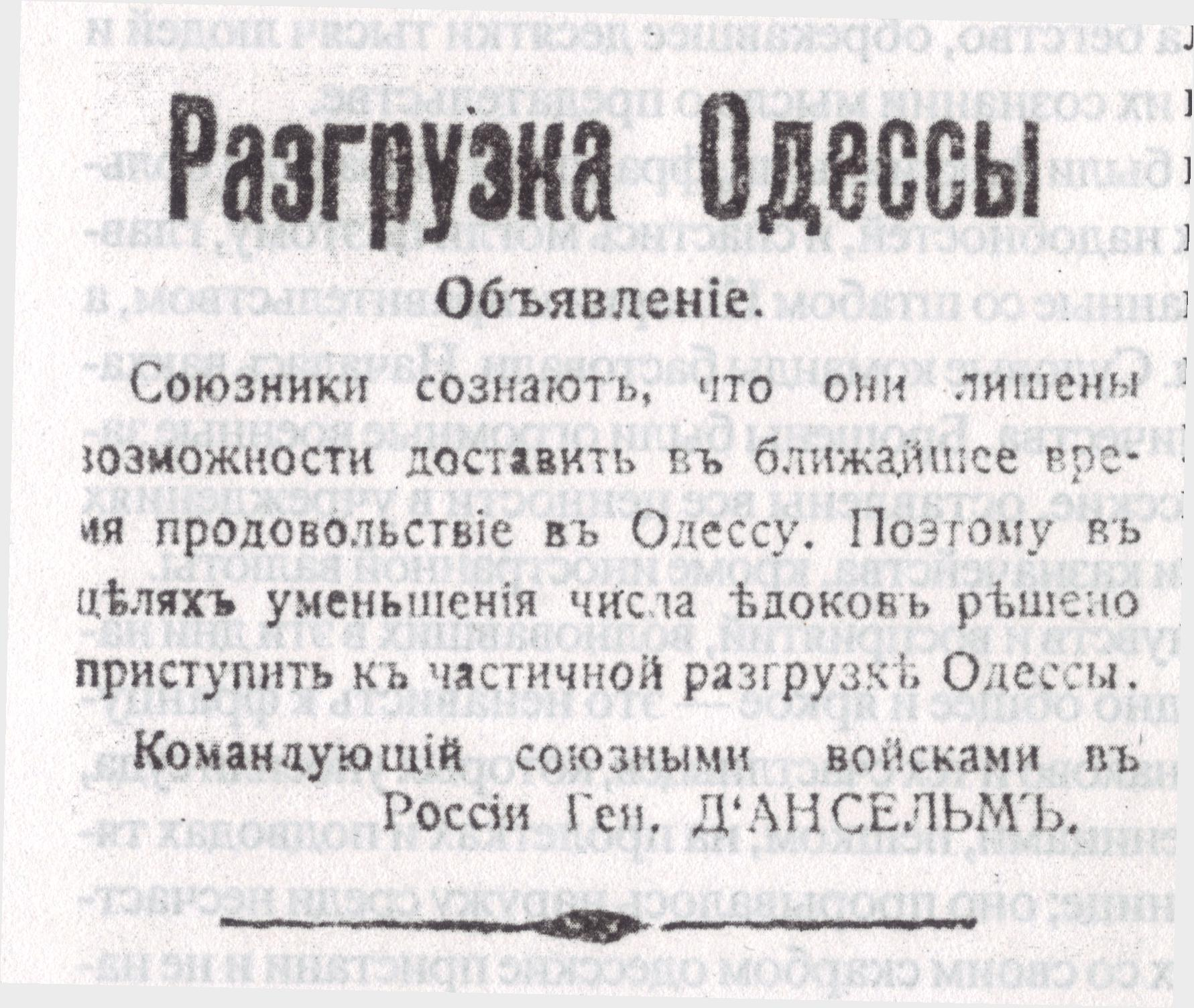
Главный результат деятельности Фрейденберга на Юге России за подписью де Ансельма. Одесса, 3 апреля 1919

По мнению писателя Н. Брыгина, в феврале либо марте 1919 года Фрейденберг получил весьма большую взятку от представителя ВЧК Жоржа де Лафара («Сумма есть сумма» — было сказано в донесении де Лафара в ВЧК) за прекращение союзной интервенции на Юге России и весьма быструю эвакуацию войск Антанты из Одессы (что и произошло 4 — 7 апреля 1919 г.). По мнению официальной советской историографии, эвакуация союзников была «панической» (за трое суток).
После эвакуации в оккупированном Антантой Константинополе сразу же (на время) вышел в отставку и открыл свой банк.
19 апреля разгневанный премьер-министр Франции Жорж Клемансо приказал разобраться в деле самовольной эвакуации союзных войск с Юга России специальной военной комиссии и направил материалы на полковника Фрейденберга в Верховный военный суд. Комиссия во главе с графом де Шевильи оправдала Анри Фрейденберга. Владимир Гурко, лично знавший Фрейденберга и эвакуировавшийся со штабом генерала Шварца из Одессы в Константинополь, пишет так: «Производивший расследование по делу Фрейденберга граф Шевильи …мне даже говорил, что из произведённого им расследования у него получилось убеждение, что все наветы на Fredembergа ни на чём не основаны, с чем я, однако, позволил себе не согласиться.» После восстания Кемаля Ататюрка и изгнания французов, греков и англичан из Стамбула полковник был восстановлен на военной службе, но «сослан» из метрополии служить в африканские французские колонии.
В 1924—1929 годах — комендант Мекнеса (Марокко). В 1929—1931 — командир 1-й сенегальской дивизии в Сенегале, в 1931—1933 — командующий французскими войсками в Западной Африке. В 1933—1938 — командующий колониальными силами во Франции.
Во вторую мировую войну в июне-июле 1940 года командовал 2-й французской армией. Его дивизии потерпели поражение и после капитуляции фельдмаршала Петэна 22 июня 1940 года вынужденно сдались германским войскам. 31 июля 1940 правительством Французского Государства окончательно уволен в отставку.

### Мемуары
- Антон Деникин. «Очерки русской смуты».
- Санников, А. С. Одесские записки // Вопросы истории : Журнал. — 2001. — № 6. — С. 86—102.